# Вольфганг Рютер
Макс Юліус Вольфганг Рютер (нім. Max Julius Wolfgang Rüter; 8 жовтня 1892, Гальберштадт — 24 квітня 1945, Штрела) — німецький офіцер, генерал-майор люфтваффе.

## Біографія
Син старшого вчителя гімназії доктора Генріха Рютера і його дружини Гелени, уродженої Кнауер. 25 вересня 1911 року вступив в Прусську армію, служив в артилерії. Учасник Першої світової війни. Після демобілізації армії залишений в рейхсвері. 1 квітня 1935 року переведений в люфтваффе і призначений командиром зенітного батальйону «Штеттін». З 1 жовтня 1935 року — командир 1-го батальйону 2-го зенітного полку. 27 січня 1937 року відряджений в легіон «Кондор». З 1 квітня 1937 року — командир 29-го зенітного полку, з 24 серпня 1939 року — групи ППО «Франкфурт-на-Майн/Дармштадт», потім — «Майнц», з 15 січня 1940 року — 3-го, з 29 лютого 1940 року — 6-го командування ППО, з 1 жовтня 1940 року — Імперського інституту ППО. З 5 травня 1941 року — вищий керівник колони 4-го повітряного флоту. З 1 липня 1941 року — командир 14-ї зенітної бригади в Норвегії. 12 липня 1943 року відправлений в резерв ОКЛ. 31 травня 1944 року звільнений у відставку. 11 січня 1945 року засуджений Імперським військовим судом за «легковажне залишення місця служби, тривалу непокору, несанкціоноване полювання і халатність» до позбавлення звання і 3 років ув'язнення. Утримувався у фортеці Торгау. Загинув у бою як боєць фольксштурму.

## Звання
- Фанен-юнкер (25 вересня 1911)
- Фенріх (22 травня 1912)
- Лейтенант (18 лютого 1913)
- Оберлейтенант (6 червня 1916)
- Гауптман (1 квітня 1923)
- Майор (1 квітня 1934)
- Оберстлейтенант (1 січня 1936)
- Оберст (1 квітня 1938)
- Генерал-майор (1 грудня 1939)

## Нагороди
- Залізний хрест 2-го і 1-го класу
- Нагрудний знак «За поранення» в чорному
- Почесний хрест ветерана війни з мечами
- Медаль «За вислугу років у Вермахті» 4-го, 3-го, 2-го і 1-го класу (25 років; 2 жовтня 1936) — отримав 4 нагороди одночасно.
- Медаль «За Іспанську кампанію» (Іспанія)
- Застібка до Залізного хреста 2-го і 1-го класу
- Нагрудний знак зенітної артилерії люфтваффе